# Kim Tok-hun
Kim Tok-hun (în coreeană 김덕훈; n. 1961, RPDC) este un politician nord-coreean care a fost anterior premier al Coreei de Nord și membru cu drepturi depline în Prezidiul Biroului Politic al Partidului Muncitorilor din Coreea (WPK).
Kim a ocupat funcția de vicepremier între 2014 și 2020, apoi pe cea de premier între 2020 și 2024. A devenit membru al Comitetului Central al WPK în 2016, fiind ulterior promovat în Biroul Politic în 2019. În prezent conduce Departamentul pentru Afaceri Economice al WPK.

## Biografie
Kim s-a născut în 1961. Și-a început cariera ca supervizor și responsabil de producție în sectorul industriei grele din Coreea de Nord. Prima sa funcție importantă a fost cea de director adjunct la Complexul de Mașini Grele Taean. A fost numit director al Complexului Taean în 2003, într-un moment în care Republica Populară Democrată Coreeană implementase „sistemul întreprinderii complexe” începând din 2001. În același an, Kim a fost ales deputat în cea de-a 11-a legislatură a Adunării Populare Supreme.

## Cariera politică
Kim a fost anterior delegat pentru cooperarea Nord-Sud.
Kim Tok Hun este membru al Comitetului Central al Partidului Muncitorilor din Coreea din mai 2016, începând cu cel de-al 7-lea Congres. Ulterior, la 11 aprilie 2019, a devenit membru supleant al Biroului Politic al partidului, fiind promovat ca membru cu drepturi depline la 31 decembrie și, simultan, vicepreședinte al partidului, responsabil cu un departament central. Este posibil să fi câștigat aprobarea lui Kim Jong-un după ce a descoperit un scandal de corupție legat de centrele de formare a cadrelor, în februarie 2020. În aprilie 2020 a fost ales și președinte al Comisiei pentru Buget a Adunării Populare Supreme.

### Prim-ministru (2020–2024)
La 13 august 2020, în contextul răspândirii COVID-19 în Coreea de Nord și al inundațiilor care au afectat partea de sud a țării, Kim a fost numit prim-ministru al cabinetului de către Kim Jong Un și a fost promovat în Prezidiul de rang superior al Biroului Politic. Din 2022 până în decembrie 2024, a fost al doilea oficial ca rang în Coreea de Nord, după Kim Jong Un. La încheierea reuniunii generale anuale de sfârșit de an a Comitetului Central al Partidului Muncitorilor din Coreea, desfășurată la 27 decembrie 2024, Kim a fost înlocuit de Pak Thae-song în funcția de prim-ministru și transferat ca șef al Departamentului pentru Afaceri Economice al partidului.

### Critici din partea lui Kim Jong Un privind zona mlăștinoasă Ansok
În august 2023, liderul nord-coreean Kim Jong-un a exprimat public critici dure la adresa lui Kim Tok-hun și a cabinetului său pentru modul în care au gestionat dezastrul din zona mlăștinoasă Ansok după trecerea furtunii tropicale Khanun, într-un articol publicat de Agenția Centrală de Știri din Coreea (KCNA). El a acuzat că eforturile de refacere au fost slab organizate și executate, lipsind de urgență și angajament.
Liderul nord-coreean și-a exprimat îngrijorarea profundă față de declinul disciplinei administrative și economice din cadrul Cabinetului, declarând că „disciplina administrativă și economică a Cabinetului condus de Kim Tok Hun s-a degradat într-un mod și mai grav”. El a atribuit ineficiențele în gestionarea crizei acestui declin. Kim Jong Un l-a criticat pe Kim Tok Hun pentru ceea ce a considerat a fi o atitudine slabă față de muncă și o viziune greșită în legătură cu situația din zona Ansok. Pretinsa neglijență a premierului în fața responsabilităților sale în criză a reprezentat un motiv major de îngrijorare, Kim Jong Un afirmând că „...premierul a vizitat locul o dată sau de două ori cu atitudinea unui simplu spectator și a trimis acolo un vicepremier, care a avut doar rolul de furnizor de combustibil”.
În critica sa, Kim Jong Un a sugerat posibilitatea excluderii directorului Biroului pentru Recuperarea Terenurilor Mlăștinoase din Partidul Muncitorilor din Coreea, dând de înțeles că acesta ar fi avut un rol în gestionarea defectuoasă a dezastrului.
Liderul nord-coreean a subliniat necesitatea unor reforme ideologice și morale în rândul oficialilor guvernamentali. El a făcut apel la aceștia să manifeste o etică a muncii puternică și un angajament neabătut față de binele națiunii. Kim Jong Un a subliniat că pagubele provocate de inundațiile din zona Ansok nu au fost doar o catastrofă naturală, ci mai ales un dezastru cauzat de oameni. I-a considerat responsabili pe cei care nu au urmat indicațiile Partidului și au dat dovadă de iresponsabilitate în îndeplinirea sarcinilor. După acest incident, potrivit unui locuitor din Hamgyong de Nord, „oficialii administrativi, inclusiv cei din Comitetul Poporului și conducătorii fabricilor și instituțiilor de toate nivelurile, merg acum ca pe coji de ouă”.